# Fernando Sousa
Fernando Sousa, właśc. Fernando Gomes Manuel de Sousa (ur. 4 sierpnia 1967 w Luandzie) – angolski piłkarz grający na pozycji pomocnika.

## Kariera klubowa
Całą swoją karierę piłkarską Sousa spędził w Portugalii. Grał tam w takich klubach jak: FC Alverca (1986–1987), GD Vialonga (1987–1989), SC Campomaiorense (1989–2000), O Elvas CAD (2000–2002) i SR Benavilense (2002–2004).

## Kariera reprezentacyjna
W reprezentacji Angoli Sousa zadebiutował w 1997 roku. W 1998 roku został powołany do kadry Angoli na Puchar Narodów Afryki 1998. Rozegrał na nim trzy mecze: z Republiką Południowej Afryki (0:0), z Namibią (3:3) i z Wybrzeżem Kości Słoniowej (2:5). Zarówno w meczu z Namibią, jak i z Wybrzeżem Kości Słoniowej strzelił po golu. W kadrze narodowej grał do 1998 roku.